# Corée du Sud-Hong Kong en rugby à XV
Cet article retrace les confrontations entre l'équipe de Corée du Sud de rugby à XV et l'équipe de Hong Kong de rugby à XV. Les deux équipes se sont affrontées à 35 reprises pour 16 victoires coréennes et 19 victoires hongkongaises.

## Historique
Les deux nations se rencontrent régulièrement sur les terrains de rugby, notamment via le Championnat d'Asie. Alors que le Japon domine cette compétition depuis plusieurs années, une rivalité entre la Corée du Sud et Hong Kong se développe rapidement avec pour objectif la place de 2e nation asiatique.

## Les confrontations
Voici la liste des confrontations entre ces deux équipes :
| No | Date              | Lieu                                             | Match             | Score   | Compétition                           |
| -- | ----------------- | ------------------------------------------------ | ----------------- | ------- | ------------------------------------- |
| 1  | 12 mars 1969      | Tokyo Japon                                      | Corée – Hong Kong | 3 – 8   | Championnat d'Asie des nations        |
| 2  | 7 novembre 1972   | Hong Kong                                        | Hong Kong – Corée | 18 – 6  | Championnat d'Asie des nations        |
| 3  | 21 novembre 1974  | Colombo Sri Lanka                                | Corée – Hong Kong | 9 – 19  | Championnat d'Asie des nations        |
| 4  | 19 novembre 1978  | Kuala Lumpur Malaisie                            | Corée – Hong Kong | 7 – 0   | Championnat d'Asie des nations        |
| 5  | 22 novembre 1986  | Bangkok Thaïlande                                | Corée – Hong Kong | 28 – 12 | Championnat d'Asie des nations        |
| 6  | 14 novembre 1988  | Government Stadium, Hong Kong                    | Hong Kong – Corée | 19 – 39 | Qualifications pour la Coupe du monde |
| 7  | 22 octobre 1990   | Colombo Sri Lanka                                | Corée – Hong Kong | 16 – 15 | Championnat d'Asie des nations        |
| 8  | 24 septembre 1992 | Hong Kong                                        | Hong Kong – Corée | 20 – 13 | Championnat d'Asie des nations        |
| 9  | 23 octobre 1994   | Stadium Merdeka, Kuala Lumpur Malaisie           | Corée – Hong Kong | 28 – 17 | Qualifications pour la Coupe du monde |
| 10 | 24 mars 1996      | Hong Kong                                        | Hong Kong – Corée | 27 – 16 | Test match                            |
| 11 | 31 mars 1996      | Hong Kong                                        | Hong Kong – Corée | 31 – 16 | Test match                            |
| 12 | Juillet 1996      | Hong Kong                                        | Hong Kong – Corée | 8 – 46  | Test match                            |
| 13 | 7 novembre 1996   | Taipei Taïwan                                    | Corée – Hong Kong | 19 – 15 | Championnat d'Asie des nations        |
| 14 | 27 octobre 1998   | Stade Jalan Besar, Kallang Singapour             | Corée – Hong Kong | 11 – 20 | Qualifications pour la Coupe du monde |
| 15 | 28 juin 2000      | Aomori Japon                                     | Corée – Hong Kong | 36 – 34 | Championnat d'Asie des nations        |
| 16 | 22 novembre 2002  | Bangkok Thaïlande                                | Corée – Hong Kong | 40 – 17 | Championnat d'Asie des nations        |
| 17 | 22 mai 2005       | Hong Kong                                        | Hong Kong – Corée | 3 – 56  | Qualifications pour la Coupe du monde |
| 18 | 21 novembre 2006  | Hong Kong                                        | Hong Kong – Corée | 5 – 23  | Qualifications pour la Coupe du monde |
| 19 | 28 mai 2007       | Hong Kong                                        | Hong Kong – Corée | 27 – 20 | Championnat d'Asie des nations        |
| 20 | 24 mai 2008       | Hong Kong                                        | Hong Kong – Corée | 24 – 50 | Cinq nations asiatique                |
| 21 | 9 mai 2009        | Séoul, Corée du Sud                              | Corée – Hong Kong | 36 – 34 | Qualifications pour la Coupe du monde |
| 22 | 24 avril 2010     | Hong Kong                                        | Hong Kong – Corée | 32 – 8  | Qualifications pour la Coupe du monde |
| 23 | 5 mai 2012        | Hong Kong                                        | Hong Kong – Corée | 19 – 21 | Cinq nations asiatique                |
| 24 | 18 mai 2013       | Ansan, Corée du Sud                              | Corée – Hong Kong | 43 – 22 | Qualifications pour la Coupe du monde |
| 25 | 10 mai 2014       | Hong Kong                                        | Hong Kong – Corée | 39 – 6  | Qualifications pour la Coupe du monde |
| 26 | 25 avril 2015     | Hong Kong                                        | Hong Kong – Corée | 26 – 33 | Top 3 asiatique                       |
| 27 | 16 mai 2015       | Incheon Corée du Sud                             | Corée – Hong Kong | 37 – 38 | Top 3 asiatique                       |
| 28 | 14 mai 2016       | Incheon Corée du Sud                             | Corée – Hong Kong | 27 – 34 | Top 3 asiatique                       |
| 29 | 4 juin 2016       | Hong Kong                                        | Hong Kong – Corée | 41 – 15 | Top 3 asiatique                       |
| 30 | 27 mai 2017       | Incheon Corée du Sud                             | Corée – Hong Kong | 17 – 43 | Top 3 asiatique                       |
| 31 | 3 juin 2017       | Hong Kong                                        | Hong Kong – Corée | 39 – 3  | Top 3 asiatique                       |
| 32 | 12 mai 2018       | Namdong Asiad Stadium (en), Incheon Corée du Sud | Corée – Hong Kong | 21 – 30 | Qualifications pour la Coupe du monde |
| 33 | 2 juin 2018       | Hong Kong Stadium, Causeway Bay Hong Kong        | Hong Kong – Corée | 39 – 5  | Qualifications pour la Coupe du monde |
| 34 | 8 juin 2019       | Incheon Corée du Sud                             | Corée – Hong Kong | 10 – 47 | Top 3 asiatique                       |
| 35 | 29 juin 2019      | Hong Kong                                        | Hong Kong – Corée | 64 – 3  | Top 3 asiatique                       |